# Натальченко, Евгений Павлович
Евгений Павлович Натальченко (родился 13 мая 1997 в Омске) — израильский хоккеист, нападающий клуба Израильской хоккейной лиги «Маккаби Метула».

## Биография
Евгений начал заниматься хоккеем в школе омского клуба «Авангард» в 5 лет. Его первым тренером был Виктор Александрович Зыков. В 7 лет вместе с родителями переехал в Москву, где продолжил заниматься хоккеем в клубе «Динамо», вскоре перешёл в СДЮШОР #1 «Белые Медведи».  В сезоне 2012/2013 выступал за молодежную команду израильского клуба «Монфорт». В августе 2013 года переехал в Израиль.
В мае 2016 года был выбран на драфте под первым номером командой Шелберн Шаркс из молодёжной лиги Greater Metro Junior A Hockey League.

## Карьера

### Клубная карьера
В 2013 году Евгений Натальченко начал играть в ИзХЛ за команду ХК Метула. В 2014 году  перешёл в клуб «Маккаби Метула», который сейчас называется Канадо-Израильская Хоккейная Школа.

### Международная карьера
В 2013 году играл в составе Юниорской сборной Израиля в хоккейном турнире Маккабиады 2013, в котором сборная Израиля заняла третье место. В турнире
участвовали также сборные США и Канады. В 2015 году впервые выступил на чемпионате мира среди юниоров.

## Игровая статистика

### Клубная карьера
Последнее обновление: 18 мая 2016 года
| 2013–14      | ХК Метула    | ИзХЛ         | -  | - | - | - | -  | - | - | - | - | - |
| 2014–15      | КИХШ         | ИзХЛ         | 1  | 1 | 0 | 1 | -  | - | - | - | - | - |
| 2015–16      | КИХШ         | ИзХЛ         | 7  | 1 | 0 | 1 | 4  | 1 | 0 | 0 | 0 | 2 |
| 2016–17      | ХК Бат-Ям    | ИзХЛ         | 7  | 2 | 3 | 5 | 12 | 1 | 0 | 0 | 0 | 0 |
| Всего в ИзХЛ | Всего в ИзХЛ | Всего в ИзХЛ | 15 | 4 | 4 | 8 | 12 | 1 | 0 | 0 | 0 | 2 |